# عين أم عمار
عين أم عمار نبع مائي عذب، تقع في قرية الحِلة بمحافظة القطيف شرق السعودية. وهي أحد أقوى وأهم عيون القطيف بعد عين داروش بمدينة صفوى. تروي مياهها 3 الجهات الغربية والشمالية والشرقية من قرية الحلة، وجنوب قرية الخويلدية وشرق قرية الجارودية. كانت تصب مياه العين في نهرين متفرعين، ويبلغ عرض مصبها الشرقي نحو 2.5-3 أمتار، كما يزيد عمقها عن متر ونصف. تميزت مياه العين بقوة التدفق، وكانت أحد مزارات القرية السياحية في فصل الصيف.